# Małojaz
Małojaz (ros. Малоя́з, baszk. Малаяҙ) – wieś (ros. село, trb. sieło) w Rosji, w Baszkortostanie. W 2010 roku liczyła 4914 mieszkańców.